# 施泰门
施泰门是德国下萨克森州的一个市镇。总面积24.65平方公里，总人口890人，其中男性474人，女性416人（2011年12月31日），人口密度36人/平方公里。